# Улі Штайн
Ульріх «Улі» Штайн (нім. Ulrich "Uli" Stein, нар. 23 жовтня 1954, Гамбург) — німецький футболіст, що грав на позиції воротаря, зокрема за клуби «Гамбург» та «Айнтрахт», а також національну збірну Німеччини. По завершенні ігрової кар'єри — тренер.
Дворазовий чемпіон Німеччини. Дворазовий володар Кубка Німеччини. Володар Кубка чемпіонів УЄФА.

## Клубна кар'єра
У дорослому футболі дебютував 1976 року виступами за команду «Армінія» (Білефельд), в якій провів чотири сезони, взявши участь у 134 матчах чемпіонату. 
Своєю грою за цю команду привернув увагу представників тренерського штабу клубу «Гамбург», до складу якого приєднався 1980 року. Був основним воротарем команди в один із найуспішніших періодів її історії, протягом якого було здобуто два чемпіонських титули, Кубок європейських чемпіонів і Кубок Німеччини. Контракт голкіпера із клубом було розірвано 1987 року після декількох інцидентів, в одному з яких він відзначився непристойним жестом у бік вболівальників команди-суперника, а в іншому вдарив суперника. 
1987 року перейшов до «Айнтрахта», з яким у першому ж сезоні здобув свій другий Кубок Німеччини і в якому був основним голкіпером протягом семи сезонів.
У сезоні 1994/95 знову захищав ворота «Гамбурга», а завершував професійну ігрову кар'єру в «Армінії» (Білефельд) протягом 1995—1997 років.

## Виступи за збірну
1983 року дебютував в офіційних матчах у складі національної збірної Німеччини. Протягом наступних чотирьох років у збірній був дублером Гаральда Шумахера і провів у її формі лише 6 матчів.
Був у заявці національної команди на чемпіонаті світу 1986 у Мексиці, де німці здобули «срібло», а сам Штайн на поле не виходив. Після мундіалю до лав збірної не викликався через конфлікт з наставником команди Францом Бекенбауером, якого воротар, не задоволений своїм статусом резервіста, публічно назвав «посміховиськом».

## Кар'єра тренера
Розпочав тренерську кар'єру невдовзі по завершенні кар'єри гравця, 2000 року, очоливши тренерський штаб клубу «Целле», в якому пропрацював протягом сезону.
Згодом 2007 року був запрошений Берті Фогтсом приєднатися до очолюваного ним тренерського штабу національної збірної Нігерії, де опікувався підготовкою воротарів. Наступного року разом з Фогтсом перебрався до тренерського штабу збірної Азербайджану, де також був тренером воротарів та помічником головного тренера до 2014 року.

## Титули й досягнення
- Чемпіон Німеччини (2):

«Гамбург»: 1981-1982, 1982-1983
- Володар Кубка Німеччини (2):

«Гамбург»: 1986-1987
«Айнтрахт»: 1987-1988
- Володар Кубка чемпіонів УЄФА (1):

«Гамбург»: 1982-1983
Збірні
- Віце-чемпіон світу: 1986